# Šljivoševci
Šljivoševci är en ort i Kroatien.   Den ligger i länet Baranja, i den östra delen av landet, 170 km öster om huvudstaden Zagreb. Šljivoševci ligger 92 meter över havet och antalet invånare är 351.
Terrängen runt Šljivoševci är mycket platt. Runt Šljivoševci är det glesbefolkat, med 14 invånare per kvadratkilometer. Närmaste större samhälle är Donji Miholjac, 11,9 km norr om Šljivoševci. Trakten runt Šljivoševci består till största delen av jordbruksmark.